# Rita Mestokosho
Rita Mestokosho est une poétesse, écrivaine et activiste innue née en 1966 à Ekuanitshit, au Québec. Elle s’implique auprès de la communauté innue en tant que conseillère au Conseil des Innus d’Ekuanitshit. Elle est l’une des premières autrices autochtones à publier au Québec.

## Biographie
Née en 1966 à Ekuanitshit, Rita Mestokosho vit une enfance marquée par la forêt et la mer, lesquelles lui offraient un grand sentiment de liberté. Petite-fille d’un chef Innu, elle étudie un an à l’Université du Québec à Chicoutimi en sciences politiques,.
Mestokosho commence à écrire de la poésie pendant son adolescence, alors qu’elle commençait à sentir « le besoin d’exprimer et de partager la poésie des Innus. » Première poète autochtone publiée Québec, Rita Mestokosho publie à compte d'auteur avant de publier son premier recueil, Eshi uuapataman Nukum, en 1995,. Quatre ans plus tard, l'œuvre est publiée en français et en suédois.
Elle participe au projet littéraire Amititau ! Parlons-nous !, dirigé par Laure Moralie. Mestokosho est jumelée à Denise Brassard, et les deux autrices s’écrivent durant plusieurs mois. Leur correspondance, ainsi que celles d’autres auteurs autochtones et québécois, sont publiées en 2008. Toujours en 2008, elle participe à l’université urbaine Paroles et pratiques artistiques autochtones dans le quartier latin de Montréal, en plus de participer au Carrefour international des littératures autochtones de la francophonie (CILAF) à Wendake. L’événement est organisé par Louis-Karl Picard Sioui et Maurizio Gatti.
En mars 2015, elle participe au Littfest, le plus grand festival de littérature du Nord de la Scandinavie. Durant la même année, elle participe avec 40 écrivains, dont Anita Mestokosho, Virgina Pésémapéo Bordeleau, Marie-André Gill, Moe Clark, Joséphine Bacon et Natasha Kanapé Fontaine, aux Nuits amérindiennes en Haïti, à Port-au-Prince. L'évènement donnait à voir « quels liens - dans la culture, la mémoire - et quels partages unissaient Haïtiens et Amérindiens. »
Elle s’implique auprès de la communauté innue d’Ekuanitshit, notamment à partir des années 2010, période durant laquelle elle devient conseillère en culture au Conseil des Innus d’Ekuanitshit. Parallèlement, elle participe à la fondation de la maison de la culture innue, fondée en 2009, pour laquelle elle agit à titre de coordinatrice, puis de directrice.
Son travail en éducation et au Conseil des Innus d'Ekuanitshit montre sa volonté de participer au fonctionnement de la communauté innue et à l’organisation des projets culturels et éducatifs. Ses contributions ont aussi été reconnues mondialement et Rita Mestokosho a participé à différents événements dans le monde entier, dont en Italie et au Venezuela.

## Militantisme
Son œuvre est indissociable de son engagement à défendre l’environnement et la communauté innue. Militante, elle est conseillère au Conseil des Innus d’Ekuanitshit et lutte pour la reconnaissance de la langue innue,. Mestokosho s'est également battue contre la construction d'un barrage hydroélectrique sur la rivière Romaine,,.
Elle utilise aussi sa poésie comme moyen de partager ses opinions sur les questions autochtones. Elle défend sa langue maternelle et sa communauté à travers ses œuvres poétiques. Par exemple, dans sa poésie, elle fait référence aux croyances innues et à leurs liens spirituels avec la nature, elle évoque les difficultés que rencontrent les cultures innues et leur désir ardent de justice et d'égalité pour leur peuple. Elle fait de nombreuses références à la liberté dans sa poésie, illustrant le fait que les communautés innues sont souvent négligées et non reconnues. Dans ses conférences, elle s'exprime généralement d'abord en innu, pour faire entendre sa langue d'origine, puis en français.

## Œuvres

### Poésie
- Eshi uapataman Nukum : recueil de poèmes montagnais, Mashteuiatsh, Les Éditions Piekakuakami, 1995, 49 p. (ISBN 2-9800923-1-2)
- Eshi uapatam Nukum / Comment je perçois la vie, grand-mère (préf. J. M. G. Le Clézio), Göteborg, Beijborn Books, 2010, 69 p. (ISBN 9789186581015)
- Jean Désy, Uashtessiu / Lumière d’automne, Montréal, Mémoire d'encrier, 2010, 111 p. (ISBN 978-2-923713-26-7)
- Née de la pluie et de la terre., Paris, Éditions Bruno Doucey, 2014, 107 p. (ISBN 9782362290718)
- Atiku utei. Le cœur du caribou, Montréal, Mémoire d'encrier, 2022, 200 p. (ISBN 9782897128715)

### Collectifs
- « J’imagine », Voici la pointe du jour, Femmes autochtones du Québec, 1994.
- « Mes mocassins sont usés Nokum », Pimadiziwin, 1998.
- La Mer navigue / La Terre marche / Le Ciel vole / et moi, je rampe pour humer la vie…, 2002.
- [Poèmes], Écrire contre le racisme : le pouvoir de l’art, Montréal, Les 400 coups, 2002.
- Laure Morali (dir.) et Denise Brassard, Aimititau! Parlons-nous!,, Montréal, Mémoire d'encrier, 2008, 336 p. (ISBN 978-2-92315-378-0), « Correspondance avec Denise Brassard »
- Charles-Api Bellefleur, Paul-Émile Dominique et Patrick Michel (ill. Roger « Kupaniesh »), Tipatshimunissa e uauitakanit Nitassinan : aueshishat ka kushtikuannit tshetshi eka taht = Histoires de Nitassinan : les animaux en danger de disparition, Sept-Îles, Agence Mamu Innu Kaikusseht, 2012, 56 p. (ISBN 9782981343109)

### Livres audios
- Paroles d'un continent, poèmes de la francophonie des Amériques, Centre de la francophonie des Amériques, 2012, « Parfum de la terre »
- Laure Morali (dir.) et Rodney Saint-Éloi (dir.), Les Bruits du monde, Montréal, Mémoire d'encrier, 2012, 129-131 p. (ISBN 978-2-89712-022-1), « Tshiuetin / Vent du Nord »
- Joséphine Bacon et Laure Morali (ill. Rogé), Mingan, mon village : poèmes d'écoliers innus, Montréal, INCA, 2014 (ISBN 9780616787076)

## Œuvres poétiques
Pour Jean Désy, Rita Mestokosho fait partie des autrices qui ont pavé le chemin à la littérature amérindienne dans le monde, avec Naomie Kanapé Fontaine et Joséphine Bacon. Les poèmes de Rita Mestokosho « soulignent les combats pour préserver le milieu naturel. » Sa poésie lui permet de lutter pour la préservation du style de vie de la communauté innue, pour lutter contre le déracinement.
Lors de son discours pour son prix Nobel, J. M. G. Le Clézio commente l’œuvre de Mestokosho, et notamment son implication auprès de sa communauté lors de la construction d'un barrage hydroélectrique sur la rivière Romaine,. Le Clézio signe aussi la préface de la première édition de Mestokosho publiée en France.
Les ouvrages de Mestokosho reflètent non seulement son identité innue, mais aussi la culture francophone. Par exemple, Eshi Uapataman Nukum se compose de huit poèmes bilingues, écrits en innu et en français, ainsi que douze textes écrits en français uniquement. De même, Née de la pluie et de la terre est un texte qui découle d’une interaction entre deux femmes de culture différente. Mestokosho a combiné sa poésie avec la photographie de Patricia Lefebvre pour montrer comment la culture innue et la culture québécoise peuvent coexister.
La poésie de Mestokosho comporte souvent les thèmes de la nature et de la vie circulaire. Par exemple, dans son ouvrage L’arbre de vie, Mestokosho utilise la métaphore d’un arbre qui pousse pour décrire la croissance d’un jeune. Ce lien entre la nature et la vie humaine est un thème récurrent dans ses œuvres. En outre, Mestokosho intègre la vie circulaire dans Les aurores boréales. Dans ce poème, elle fait une invocation au Grand Esprit, Tshishe Manitu. En faisant cette invocation, Mestokosho applique les croyances de la vie circulaire à sa poésie en démontrant la connectivité du monde.
Rita Mestokosho écrit pour plusieurs revues, dont les revues Terres en vues, Rencontre, Innuvelles, Les Écrits, Littoral, Inter, art actuel et Recherches amérindiennes au Québec. Elle a aussi collaboré au film Solstice rouge 99 : voix de femmes de Pierre Séguin.
Ses contributions ont aussi été reconnues mondialement. Elle a participé à différents événements dans le monde entier, dont en Italie et au Venezuela.